# La Banlieue
La Banlieue est une peinture à l'huile sur toile mesurant 32,4 × 40,5 cm réalisée entre 1881 et 1882 par le peintre français Georges-Pierre Seurat.
Elle est conservée au Musée d'Art moderne de Troyes.

## Description
La toile explore la banlieue dénudée d'une ville dans tout son aspect dégradé et sordide. Pour rendre au mieux le sentiment d'aliénation de l'homme par rapport à une telle réalité, Seurat utilise un empâtement chromatique qui, bien que tendant vers des couleurs chaudes comme l'orange et le rose, se résout en une brume confuse qui semble envelopper les maisons nues et la cheminée fumante et menaçante sur la gauche.